# Fluminense de Feira Futebol Clube
Pour les articles homonymes, voir Fluminense Futebol Clube.
Maillots
Dernière mise à jour : 14 avril 2020.
Le Fluminense de Feira Futebol Clube est un club brésilien de football basé à Feira de Santana dans l'État de Bahia.

## Palmarès
| Compétitions nationales                                | Compétitions régionales |
| ------------------------------------------------------ | --- |
| - Championnat du Brésil de D3 : - Vice-champion : 1992 | - Championnat de Bahia (2) : - Champion : 1963 et 1969 - Vice-champion : 1956, 1968, 1971, 1990, 1991 et 2002 - Championnat de Bahia de D2 (pt) : - Vice-champion : 1999 et 2015 - Coupe de Bahia (pt) (3) : - Vainqueur : 1998, 2009 et 2015 - Finaliste : 2007 - Copa do Nordeste : - Finaliste : 2003 - Coupe SERBA (pt) (1) : - Vainqueur : 2006 |